# Acrocercops coffeifoliella
Acrocercops coffeifoliella är en fjärilsart som först beskrevs av Victor Ivanovitsch Motschulsky 1859.  Acrocercops coffeifoliella ingår i släktet Acrocercops och familjen styltmalar.
Artens utbredningsområde är:
- Madagaskar.
- Sri Lanka.

Inga underarter finns listade i Catalogue of Life.